# アフリカニシキヘビ
アフリカニシキヘビ（阿弗利加錦蛇; 学名: Python sebae; 英語: (Central) African rock python など）はニシキヘビ科ニシキヘビ属に分類されるヘビである。かつてナタールニシキヘビ (学名: Python natalensis, syn. P. sebae natalensis; 英: Southern African rock python) は本種の亜種として扱われていたが、Broadley (1999) により頭部の鱗や同じく頭部の模様などの身体的な特徴の違いに基づいて独立した種とされた。したがって本種の分布域に含まれておらず、代わりにナタールニシキヘビの分布域には含まれている南アフリカなど（参照: #分布）に関する1999年以前の Python sebae についての言及は、実際にはナタールニシキヘビを扱ったものである可能性が存在するということに留意されたい。
アフリカニシキヘビを含むニシキヘビ科の種はインドニシキヘビ（P. molurus molurus; 附属書Iに記載）を除き全体がワシントン条約（CITES）の附属書IIに記載されており、取引には一定の制限が設けられ得る。また日本においては特定動物とされている。

## 学名
種小名 sebae はリンネ以前に自著 Thesaurus で初めて本種を記録した博物学者アルベルトゥス・セバ（Albertus Seba）にちなんだものである。

## 分布
アフリカニシキヘビはサハラ砂漠以南のアフリカ大陸、具体的にはアンゴラ、ウガンダ、エチオピア、エリトリア、ガーナ、ガボン（Blanc & Fretey 2000）、カメルーン、ガンビア、ギニア、ギニアビサウ、ケニア、コートジボワール、コンゴ共和国、コンゴ民主共和国（旧ザイール）、シエラレオネ、スーダン、セネガル、ソマリア、タンザニア、チャド、中央アフリカ共和国、トーゴ、ナイジェリア、ニジェール、ブルキナファソ、ブルンジ、ベナン、マリ、モーリタニア、リベリア、ルワンダで見られる。分布域の西限はセネガル、東限はエチオピア、南限はコンゴで、南西限はアンゴラである。ケニアの場合、海面から高度2200メートルの地帯で天然の水源のあるところであれば全土に見られる。なお、ナタールニシキヘビの分布域はアンゴラ南部、ケニア中央部、コンゴ民主共和国の南東部および東部、ザンビア、ジンバブエ、タンザニア、ナミビアの南部から北部、ブルンジ、ボツワナ、南アフリカ共和国（東ケープ州など）、モザンビークである。
また、アフリカニシキヘビはヒトの干渉によりアメリカ合衆国フロリダ州でも見られるが、ここでは飼育下で確認されているような本種とビルマニシキヘビ (Python bivittatus, syn. P. molurus bivittatus) との交雑が野生でも起こる可能性が存在する。
アフリカニシキヘビはサバンナや半砂漠だけでなく熱帯雨林や沼地・湖・河川といった水のある植林地にも生息し、哺乳類の掘った穴を隠れ家にする。

## 特徴
アフリカニシキヘビは全長が400-750センチメートルで、アフリカでは最大のヘビである。非公式には現在のコートジボワールで1932年に980センチメートルの個体が捕獲されたという情報がある。
アフリカニシキヘビは本種の亜種とされていたナタールニシキヘビとは似ているが、アフリカニシキヘビにはより大きな盾状の鱗（英: scutes）が頭頂部に見られるなどの違いがある。基本的に背面は薄めの茶色の地に焦げ茶色のしみが不規則に見られる柄であり、しみのふちは黄土色である。頭部にははっきりした矢型の模様が認められる。
アフリカニシキヘビには毒はない。
アフリカニシキヘビは熱（赤外線）を感知する穴（ピット器官）を唇に有する。そもそもヘビのピット器官の研究はアフリカニシキヘビの熱刺激に対する反応の実験（Ros 1935）をきっかけの一つとして発展したものである。

## 生態

### 食性
アフリカニシキヘビは夜もしくは日の入り・日の出前に陸上や水場、樹上で活動する。水場の浅いところに潜み、水を飲みに来た警戒心の薄い動物を待ち伏せして襲う。食性は動物食で、若いうちは小型の哺乳類や鳥類、トカゲやカエルを襲うが、大人になると小型のレイヨウや大型の鳥を襲って丸呑みにすることができるようになる。オオトカゲ、飼われているイヌ、ヤギ、イノシシ、インパラなど中型のレイヨウ、ヤマアラシ、ワニ、時にハイエナ、ヒト（参照: #事故）を襲った例も記録されているが、大型の生物を襲った後は無防備な状態であり、このときは逆に野生のイヌ類やハイエナ、ヒトに殺されやすくなる。
アフリカニシキヘビは2年以上餌を取らず絶食しても生きることが可能で、Sweeney (1961:46) で2年と9か月、また Pitman (1974:70) では3年を超える絶食が可能とされている。

### 生殖

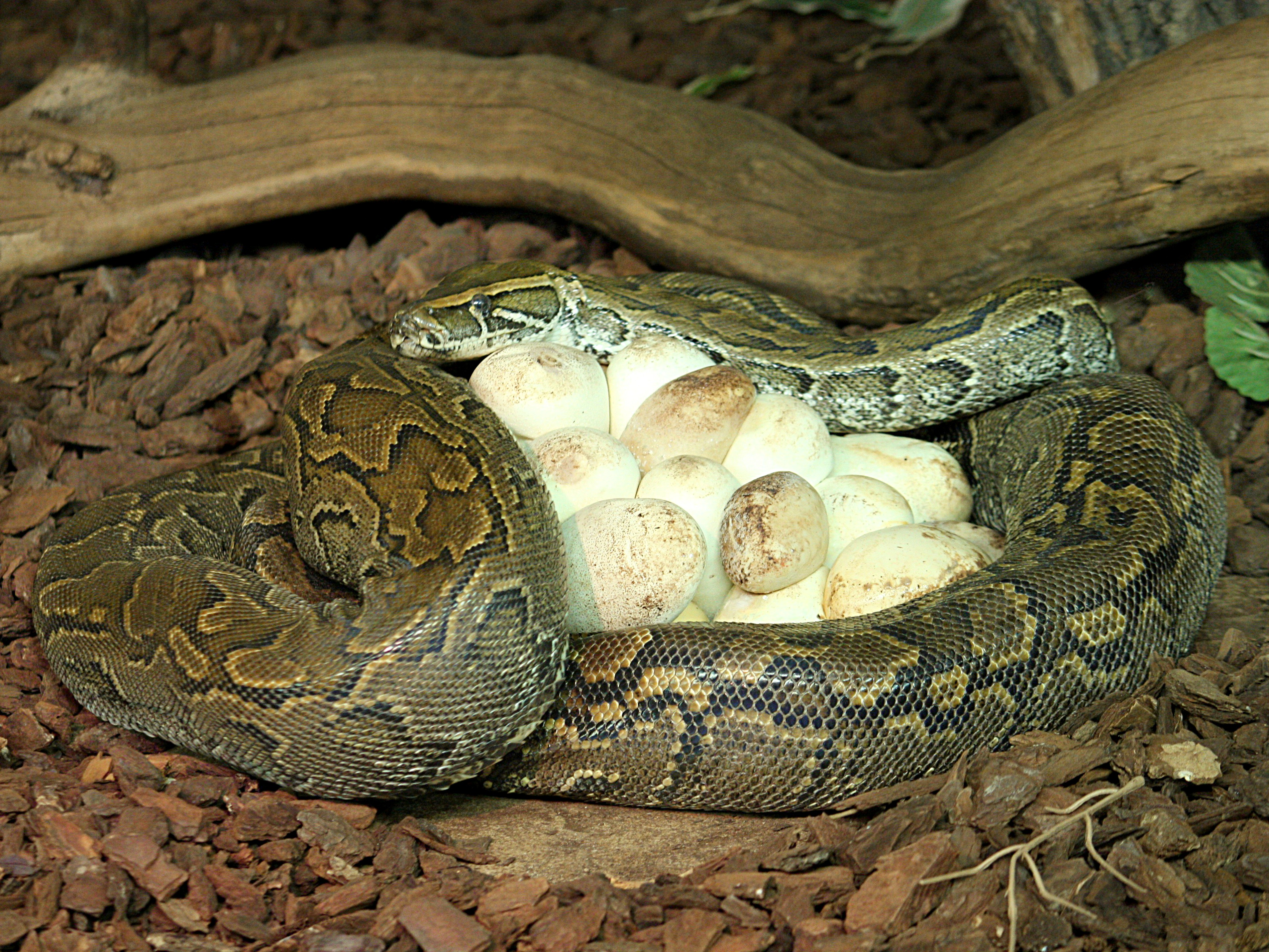
卵の世話をするアフリカニシキヘビのメス

アフリカニシキヘビは卵生であり、大型のメスはシロアリの塚や他の動物の掘った穴に卵を16-100個産みつけ、その周りを自らの体で取り巻き、たまに日光浴のためにその場を離れたりもしつつおよそ90日かけて卵を孵化させる。この時期にメスに近づいた場合メスは威嚇を行うが、その警告の方法は尾の先端を持ち上げて巻き、長くシューという音を出すというものである。

## 人間との関係

### 事故
刺激されない限り巨大なニシキヘビであってもヒトを襲うことは極めてまれであり、アフリカではむしろ恐怖を抱いた、あるいは皮などを目当てとしたヒトの手によって殺されている。1980年7月以前の時点でも新聞などにより数々の例が報告されていたものの、この中で実際にアフリカニシキヘビによる仕業と立証されたものはほぼ皆無である。以下は検視の記録が残されている死亡事故の事例である。
- 1999年、アメリカ合衆国イリノイ州のセントラリア（英語版）（Centralia）の当時3歳の男児が、家庭で飼われていた7.5フィート（= 228.6センチメートル）のアフリカニシキヘビに絞め殺された。死体が発見された際にはニシキヘビは男児の体を巻いてはいなかった[18]が、男児の胸の周りには圧迫された形跡、首と両耳の周りには咬まれた跡があり、ニシキヘビは男児を呑み込もうとしたものと見られる。
- 2013年8月、カナダ東部ニューブランズウィック州キャンベルトン（英語版）（Campbellton）で、爬虫類専門のペットショップから逃げ出した個体が店舗上階のアパートに移動し、就寝中の当時それぞれ5歳と7歳の男児2人を絞めて窒息死させるという惨事が起きた[19]（参照:  (2013 New Brunswick python attack) ）。飼い主がこの個体に十分な餌を与えていなかったため、捕食したと考えられている。ニューブランズウィック州ではアフリカニシキヘビは限られた動物園でしか取り扱いを許可されておらず、このペットショップは無許可でアフリカニシキヘビを取り扱っていた[20]。ショップの責任者は過失により男児二人が死亡したとして告訴された[21]。
- 2017年8月25日、イギリスのハンプシャー、ベイジングストーク近郊の自宅で複数匹のヘビを16年間、またタランチュラも複数匹飼育していた当時31歳の男性が死亡しているのが発見されたが、その際近くにはペットの中の1匹である8フィート（= 243.84センチメートル）のアフリカニシキヘビがいた[22]。男性は窒息死しており、検視官はそのアフリカニシキヘビとの接触が男性の死の原因であったとする判定を下した[22]が、この事件を受けての、ヘビを飼うことの是非をめぐる姿勢は専門家によってまちまちである。英国爬虫類学者連盟（英: Federation of British Herpatologists）の長であるクリス・ニューマン（Chris Newman）は、どんな動物にも危険な存在となりうる潜在性があること、イギリスではおよそ1万匹の大蛇が飼育されていたと推定される上でこの100年間でこれが最初の死亡あるいは重大な傷害の起こった例であること、そもそもこのアフリカニシキヘビが直接男性の死に関与した証拠は無いことを挙げ、この事件を引き合いに出してヘビを飼育することについての安全性の懸念の話をすべきではないと述べている[23]。一方、別の専門家ジェレイント・ホプキンズ（Geraint Hopkins）はBBCのラジオ番組で「いつか誰かが殺されるだろう」と長らく恐れてきたと話し、「アフリカニシキヘビは途轍もなく強い。ペット用になるものなどいない。彼らはみな気性の荒い爬虫類であるし、全く予測不能だ。あの哀れな若者の手に負えた訳がない」、また「彼らは愛情深い訳ではない―彼らにとって安全でないと感じられれば、あなたも締め付けられることになる」と語り、ニシキヘビの締め付けをほどく必要が生じた際には必ず二人の人間で対処すべきであると述べている[23]。

また、以下の例はアフリカニシキヘビによるものとする言及が見られるものの、立証が十分になされていない死亡事故である。
- O'Shea (2007:27) によると、最初の死亡事故の記録は Bosman (1907) に見え、殺したアフリカニシキヘビの体内からアフリカ人が発見されたという。しかし、Bosman (1907:310) の黄金海岸、つまりほぼ現代のガーナにあたる地域に関する記述においては Boutry（現 Butre (en) ）で殺した22フィート（= 670.56センチメートル）未満のヘビの体内から黒人の死体が発見された旨が記されてはいるものの、ヘビの現地語名、英名、学名のいずれも示されていない。
- 1931年にはヴィクトリア湖の現タンザニア領ウケレウェ島[17]で洗濯中だった若い女性が14フィート（= 365.76センチメートル）の個体に絞め殺され、そのまま捕食されるという事故が報告されている（Loveridge 1931）[24]。
- 1951年にはウガンダでランゴ人（英語版）（Lango）の当時13歳の青年がヘビに殺されて飲み込まれる事故があった[25]。

2000年6月にはケニアで36歳の男性が飲み込まれる事故も起こっている。
アフリカニシキヘビには対面した際や飼育の際に危険で気むずかしいという悪評があるが、これはヒトを捕食対象と見て襲う性癖があるという訳ではないと思われ、むしろヒトが自身を捕食し得る存在と認識して防御姿勢をとったものである。しかし、日本では動物愛護法によって特定動物に指定されているため、飼育には地方自治体の許可が必要となる。

### 民俗
主にケニア西部のヴィクトリア湖畔地域に暮らすルオ人にとって基本的にヘビは邪悪と考えられ、妖術者が他者を害するために利用する生き物である一方でニシキヘビ、特にアフリカニシキヘビは遊び歌にも現れたり、信仰の対象となったりもするなど馴染み深い存在である。アフリカニシキヘビはルオ語で ng'ielo というが、ng'ielo jadhogre「こんがらがる奴ニシキヘビ」というフレーズを含む歌は Owen (1959)、Miruka (2001:92f) などいくつかの文献に記録が見られ、子供たちはこの歌を歌いながら一列になってニシキヘビの動きをまねて遊ぶ。ルオ人はまた、数十年おきに現れる温厚な性格のアフリカニシキヘビをオミエリ（Omieri）あるいはオムウェリ（Omweri）と呼んで、人間の女の生まれ変わりであり、また雨と関連付けて豊饒をもたらす存在として信仰しており、特に2003年に現れたものについてはその扱いをめぐって議論が巻き起こり、ケニア国内大手の新聞デイリー・ネーション紙を経てBBCでも関連報道が取り上げられたり（BBC News 2003a, b）と、社会現象としての盛り上がりが見られた。

## 関連文献
フランス語:
- Blanc, C.P. and T. Frétey (2000). "Les reptiles de la Réserve de Faune de La Lopé et de la Forét des Abeilles (Gabon)." Bulletin de la Société Zoologique de France 125(4): 281–292. NCID AA00592277

英語:
- Broadley, Donald G. (1999). "The southern African python, Python natalensis A. Smith 1840, is a valid species." African Herp News (29): 31–32.
- Loveridge, Arthur（英語版） (1931). "On Two Amphibious Snakes of the Central African Lake Region." Bulletin of the Antivenin Institute of America 5: 7–12. NCID BB23795100
- Sweeney, R. C. H. (1961). Snakes of Nyasaland. Zomba: The Nyasaland Society and the Nyasaland Government. Reprint, Amsterdam: Asher, 1971. NCID BA13777400

ドイツ語:
- Ros, Margarete (1935). "Die Lippengruben der Pythonen als Temperaturorgane." Jenaische Zeitschrift für Naturwissenschaft 63: 1–32. NCID AA00691519